# Les Trois-Saints
Les Trois-Saints è un comune francese di 1.367 abitanti situato nel dipartimento della Corrèze nella regione della Nuova Aquitania. È stato istituito il 1 gennaio 2025 dalla fusione dei precedenti comuni di Saint-Martin-Sepert, Saint-Pardoux-Corbier e Saint-Ybard.